# Geophila repens
Geophila repens är en måreväxtart som först beskrevs av Carl von Linné, och fick sitt nu gällande namn av Ivan Murray Johnston. Geophila repens ingår i släktet Geophila och familjen måreväxter. Inga underarter finns listade i Catalogue of Life.